# 大聖グレゴリウス勲章

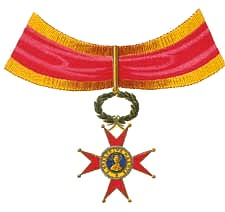
大聖グレゴリウス勲章

大聖グレゴリウス勲章（羅: Ordo Sancti Gregorii Magni）は、ローマ教皇から授与される騎士団勲章5つのうち1つ。名称は西暦600年頃のローマ教皇、グレゴリウス1世に由来する。1831年9月1日にローマ教皇グレゴリウス16世が創設した。

## 騎士団
個人としてローマ教皇庁やカトリック教会に対し貢献した一般人を顕彰するためのもので、カトリック信徒以外も対象となっている。通常は教区司教の推薦が教皇大使を通してバチカン国務長官に取り次がれ、それに基づき騎士団員に任命される。その栄誉に対していかなる義務も伴わない。

## 勲章
勲章は騎士団員の証として授与される。正面に大聖グレゴリウスの肖像、裏面に標語Pro Deo et Principe（神と教皇のために）が記された赤いマルタ十字で、赤地金縁の綬に、文官は月桂冠、武官は"trophy of arms" を介してさげる。

## 等級
等級は3つあるが、このうち司令官については星章ありとなしの区分があり、実質4等級となっている。

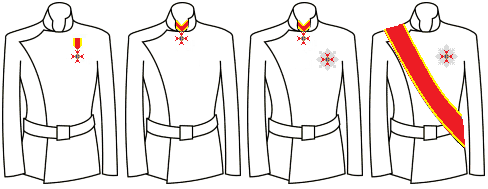
左から騎士、司令官、司令官（星章あり）、大十字

- 大十字（大綬と星章）
- 司令官（中綬・星章ありまたはなし）
- 騎士（小綬）

## 歴史
グレゴリウス16世が1831年9月1日付け教皇書簡Quod Summisにより創設。当初は教皇領における公務上の貢献に報いるための物であり、武官と文官の2部門に分かれていた。ピウス10世による1905年の教皇騎士団改革により、2部門それぞれにピウス9世騎士団と似た等級が設定された。かつて男性に限られていたが、1994年ヨハネ・パウロ2世が女性にも対象を拡大した。

## 著名な受章者
- ジョアン・デ・サルダーニャ（大十字）
- オットー・フォン・ハプスブルク（1980年、大十字）
- ジミー・サヴィル（1990年、司令官） - 未成年者に対する多数の性的虐待行為が死後に発覚し、勲章の剥奪が検討された。しかし個別の受章者の名前は教皇庁年鑑等の公式記録に記載されておらず、また受章者本人の死亡によって勲章は失効するため、死後に勲章を剥奪することはできないと判断された[2]。
- マイケル・ソマレ（1992年、騎士）
- ロイ・E・ディズニー（1998年、司令官）
- ボブ・ホープ（1998年、司令官）
- ルパート・マードック（1998年、司令官）
- リカルド・モンタルバン（1998年、騎士）
- リッカルド・ムーティ（2012年、大十字）
- ジョン・ヒューム（2012年、司令官）
- ピーター・コスグローブ（2013年、大十字）
- カール・フォン・ヒューゲル（大十字）
- エルキュール・ルイ・カテナッチ（騎士）
- ギルバート・ケイス・チェスタートン（有星司令官）
- マット・バスビー（司令官）
- ロジェー・ワーグナー（司令官）
- ヘンリク・グレツキ（騎士）
- 陳建仁（第14代中華民国副総統、騎士）

### 日本の受章者
- 牧野伸顕（宮内大臣、1923年、大十字）
- 井上勝之助（式部長官、1923年、大十字）
- ドミンゴス中村長八（神父、1938年）
- 五百籏頭眞治郎（経済学者、1940年、司令官）
- 飯島幡司（経済学者・実業家、1950年）
- 村野藤吾（建築家、1970年、騎士）
- 平山郁夫（日本画家、1974年、騎士）
- 赤尾好夫（旺文社創設者、1980年、有星司令官）
- 庭野日敬（立正佼成会創設者、1992年、有星司令官）
- 石坂泰三
- 堀江薫雄
- 小林與三次（騎士団長章）
- 野間省一（騎士団長章）
- 舟越保武（騎士団長章）
- 前田徳尚（聖マリアンナ医科大学理事長、2010年、騎士）
- 橋本周子（宗教音楽研究所「聖グレゴリオの家」所長、2019年）